# Mikrodosering
Mikrodosering är en teknik som innebär att man tar mycket små mängder av en psykoaktiv substans, vanligtvis en hallucinogen, för att förbättra sin mentala och fysiska hälsa. Detta har blivit alltmer populärt de senaste åren, särskilt inom alternativmedicin och personlig utveckling.
Mikrodosering innebär vanligtvis att ta en subterapeutisk dos av en substans, vanligtvis en psykedelisk substans som LSD eller psilocybin, men även andra substanser som cannabis, MDMA och ketamin används. En typisk mikrodos kan vara mellan 5 och 20 procent av en normal dos av substansen, men exakta doser kan variera beroende på användarens vikt, kroppskemi och tidigare erfarenheter av substansen. Användare tar vanligtvis en mikrodos en eller två gånger i veckan under en period på flera veckor eller månader.

## Historia
Konceptet mikrodosering kan spåras tillbaka till 1960-talets USA, där psykedeliska substanser som LSD och psilocybin användes för att utforska medvetandet och behandla olika psykiska tillstånd. Under denna tid började vissa personer av experimentera med att använda små doser av psykedeliska substanser för att uppleva milda förändringar i sinnet utan att uppleva de intensiva effekterna av en fullständig dos.
Under 2000-talet har intresset för mikrodosering återupptagits, särskilt inom områdena mental hälsa och prestationsoptimering. Användare anger att mikrodosering kan förbättra kreativitet, produktivitet, motivation, koncentration och förbättra humöret.

## Effekter
Effekterna av mikrodosering kan variera från person till person, men det finns några vanliga effekter som rapporterats av användare. Många människor upplever ökad energi och koncentration, ökad kreativitet och produktivitet, ökad social förmåga och minskad ångest eller depression.
Det finns även några potentiella biverkningar av mikrodosering, särskilt om man tar för mycket av substansen. Detta kan leda till obehagliga känslor som oro, paranoia eller panikattacker. Det är också viktigt att notera att mikrodosering inte är en mirakellösning för psykiska sjukdomar eller andra hälsoproblem och det är alltid bäst att rådfråga en läkare innan man börjar mikrodosera.

## Säkerhet och laglighet
Säkerheten och lagligheten av mikrodosering är fortfarande oklar, eftersom det finns mycket lite forskning på området. Det är också viktigt att notera att många av de psykedeliska substanser som används vid mikrodosering fortfarande är olagliga i många länder.